# Sopwith Antelope
El Sopwith Antelope fue un avión de transporte británico de tres asientos construido tras el final de la Primera Guerra Mundial. Biplano monomotor basado en el avión de largo alcance Sopwith Wallaby, solo se construyó un ejemplar.

## Diseño y desarrollo
En 1919, la Sopwith Aviation Company desarrolló un avión de transporte de tres asientos, el Sopwith Antelope, basado en su avión Wallaby de largo alcance, construido para competir por un premio de 10 000 libras esterlinas por realizar un vuelo Inglaterra-Australia, que a su vez estaba basado en el Sopwith Atlantic, que se había estrellado durante un intento de ser el primer avión en cruzar el Océano Atlántico sin escalas a principios de ese año.
Al igual que el Wallaby, el Antelope era un biplano tractor monomotor, pero con un fuselaje modificado para acomodar al piloto y a dos pasajeros. El piloto se sentaba en una cabina abierta bajo el borde de fuga del ala, delante de una cabina cerrada donde los dos pasajeros se sentaban en asientos de mimbre uno frente al otro, con una puerta en el lado izquierdo de la cabina para dar acceso directo y ventanas para proporcionar visibilidad a los mismos. La cabina estaba equipada con una trampilla en el techo que, cuando se deslizaba hacia adelante, permitía levantar el asiento del pasajero más retrasado para que el mismo pudiera sentarse con la cabeza fuera de la cabina. Estaba propulsado por un solo motor V8 Wolseley Viper de 134 kW (180 hp) refrigerado por agua y poseía alas de dos vanos.

## Historia operacional
El Antelope se exhibió en la muestra Olympia Aero de 1920, y recibió su certificado de aeronavegabilidad el 10 de agosto de 1920, antes de participar en el Concurso de Pequeños Aviones Comerciales del Ministerio del Aire más tarde ese mes, donde recibió el segundo premio de 3000 libras esterlinas.
Mientras Sopwith entraba en liquidación voluntaria, el Antelope fue vendido a la Larkin Sopwith Aviation Company de Australia en 1923, siendo equipado con un motor Siddeley Puma, donde se utilizó para volar correo aéreo, perdurando hasta 1935.

## Especificaciones
Referencia datos: Sopwith – The Man and His Aircraft 

### Características generales
- Tripulación: Uno (piloto)
- Capacidad: 2 pasajeros
- Longitud: 9,5 m (31 ft)
- Envergadura: 14,2 m (46,5 ft)
- Altura: 3,4 m (11,3 ft)
- Superficie alar: 51 m² (549 ft²)[9]
- Peso vacío: 1083 kg (2386,9 lb)
- Peso cargado: 1565 kg (3449,3 lb)
- Planta motriz: 1× motor lineal V8 refrigerado por agua Wolseley Viper.
  - Potencia: 130 kW (179 HP; 177 CV)
- Hélices: Bipala

### Rendimiento
- Velocidad máxima operativa (Vno): 180 km/h (112 MPH; 97 kt)
- Velocidad crucero (Vc): 135 km/h (84 MPH; 73 kt)
- Alcance: 720 km (389 nmi; 447 mi) (aproximadamente)[9]
- Tiempo a altitud: 7,5 min para 1500 m (5000 pies)

## Aeronaves relacionadas

### Desarrollos relacionados
- Sopwith Atlantic
- Sopwith Wallaby

### Aeronaves similares
- Avro 547
- Beardmore W.B.X
- Westland Limousine